# Lipinka (powiat Ołomuniec)
Lipinka – miejscowość i gmina (obec) w Czechach, w kraju ołomunieckim, w powiecie Ołomuniec. W 2022 roku liczyła 193 mieszkańców.